# All of a Sudden (singolo)
All of a Sudden è un singolo del rapper statunitense Lil Baby, pubblicato il 1º dicembre 2017 in collaborazione con Moneybagg Yo.

## Tracce
1. All of a Sudden – 3:01